# Hoberg (Adelsgeschlecht)

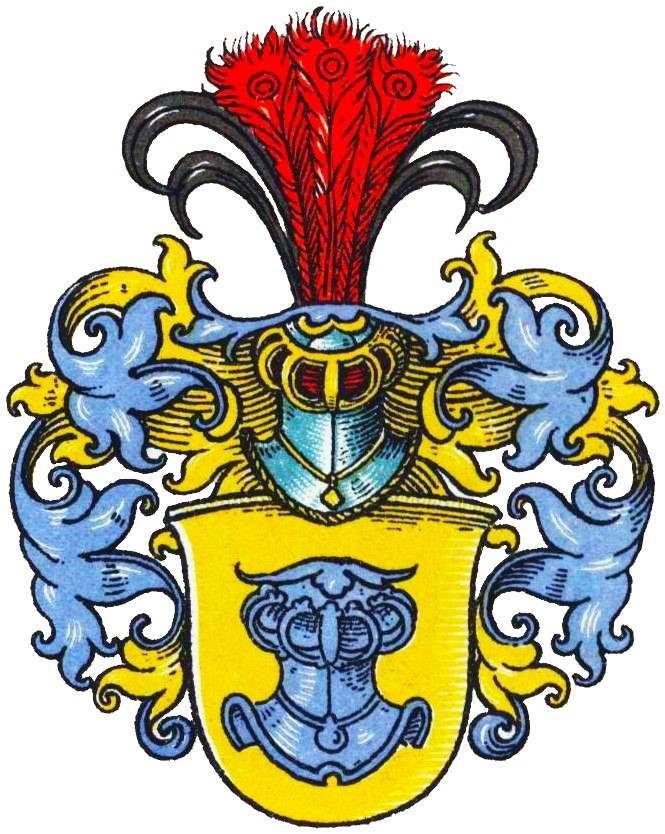
Wappen derer von Hoberg im Wappenbuch des Westfälischen Adels

Hoberg ist der Name eines erloschenen westfälischen Adelsgeschlechts.

## Geschichte
Das Geschlecht stammt aus der Grafschaft Ravensberg, wo es noch 1600 das Gut Kaldenhove (Caldenhove) besaß.
Bereits 1430 hatte Henrich Hoberg 20 Mark als Burglehen von Hovestadt. 1440 wurde Hynrich Hoberg mit dem Burglehen belehnt. 1458 waren die Brüder Johann und Rotger Hoberge Bürgmänner zu Hovestadt. 1437 besiegelte Hinrik Hoberg den Verbund der märkischen Ritterschaft und 1480 den der Ritterschaft Waldenberg.
Johann Hoberg erbte die Güter des Klosters Herford im Amt Schönholthausen von den Plettenberg und wurde 1495 mit diesen Gütern belehnt. Dazu gehörte auch die Waldenburg in Attendorn, Kreis Olpe. Am 4. Dezember 1529 wird in der Testamentsänderung des Wilhelm Vogt von Elspe zu Schnellenberg Heinrich Hoberg, Herr zu Waldenburg, als Testamentsvollstrecker genannt. Nach dem Tod des Amtmannes Heinrich Hoberg zu Waldenburg im Jahre 1542 erbten dessen Schwestern Anna Hoberg, Witwe des Statthalters Franz von Hörde zu Boke bei Paderborn, und Klara Hoberg, Frau des Drosten Goswin Ketteler zu Hovestadt die Waldenburg. Leopold von Ledebur und Ernst Heinrich Kneschke berichten dagegen, dass ein  Heinrich von Hoberg noch 1570 auf der Waldenburg saß.
Jaspara von Hoberg zu Kaldenhove († 1570) war mit Heidenreich Droste zu Vischering (1508–1588) verheiratet. Ihr Wappen findet sich an der Hoffassade von Burg Vischering.

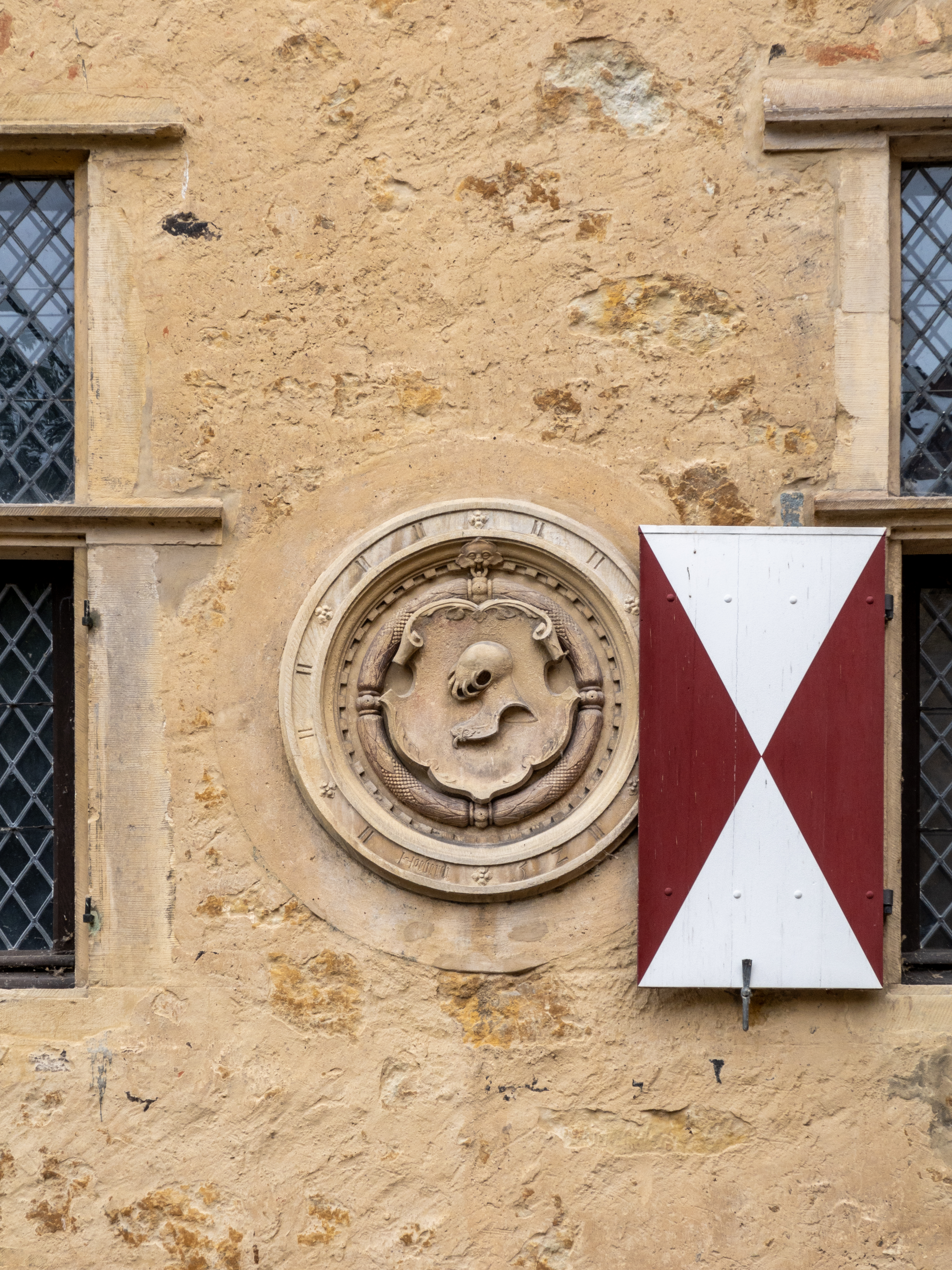
Wappen von Jaspara von Hoberg zu Kaldenhove im Innenhof der Burg Vischering
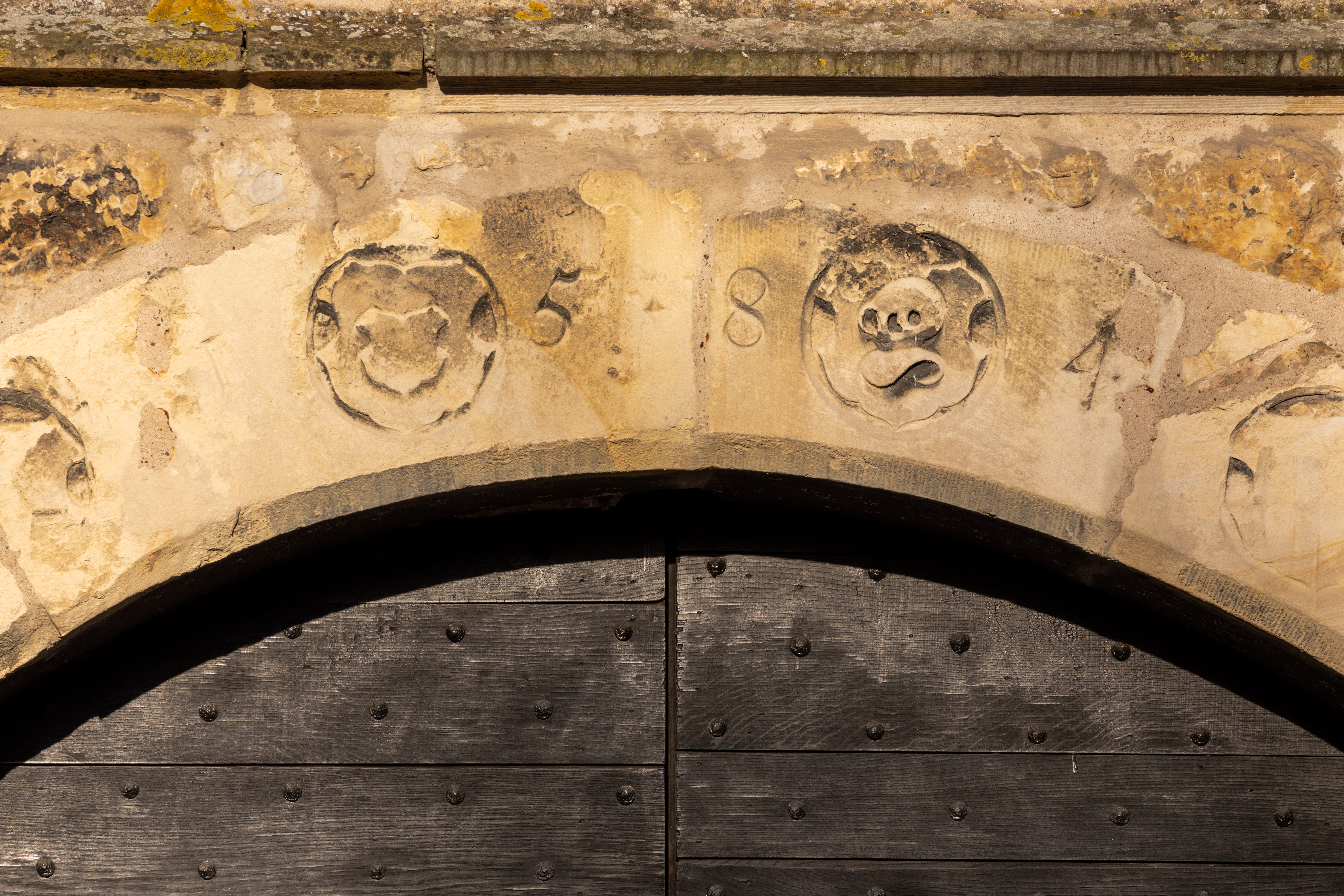
Sturz des Bauhaus-Tores der Burg Vischering mit Wappen des Ehepaares Heidenreich Droste und Jaspara von Hoberg zu Kaldenhove

## Wappen
Blasonierung: In Gold ein blauer Helm. Auf dem Helm über dem Schild mit blau-goldenen Helmdecken drei rote Pfauenfedern zwischen je zwei schwarzen Hahnenfedern.
Die Linie zu Kaldenhove führte den Schild silbern.